# Heike van Hoorn

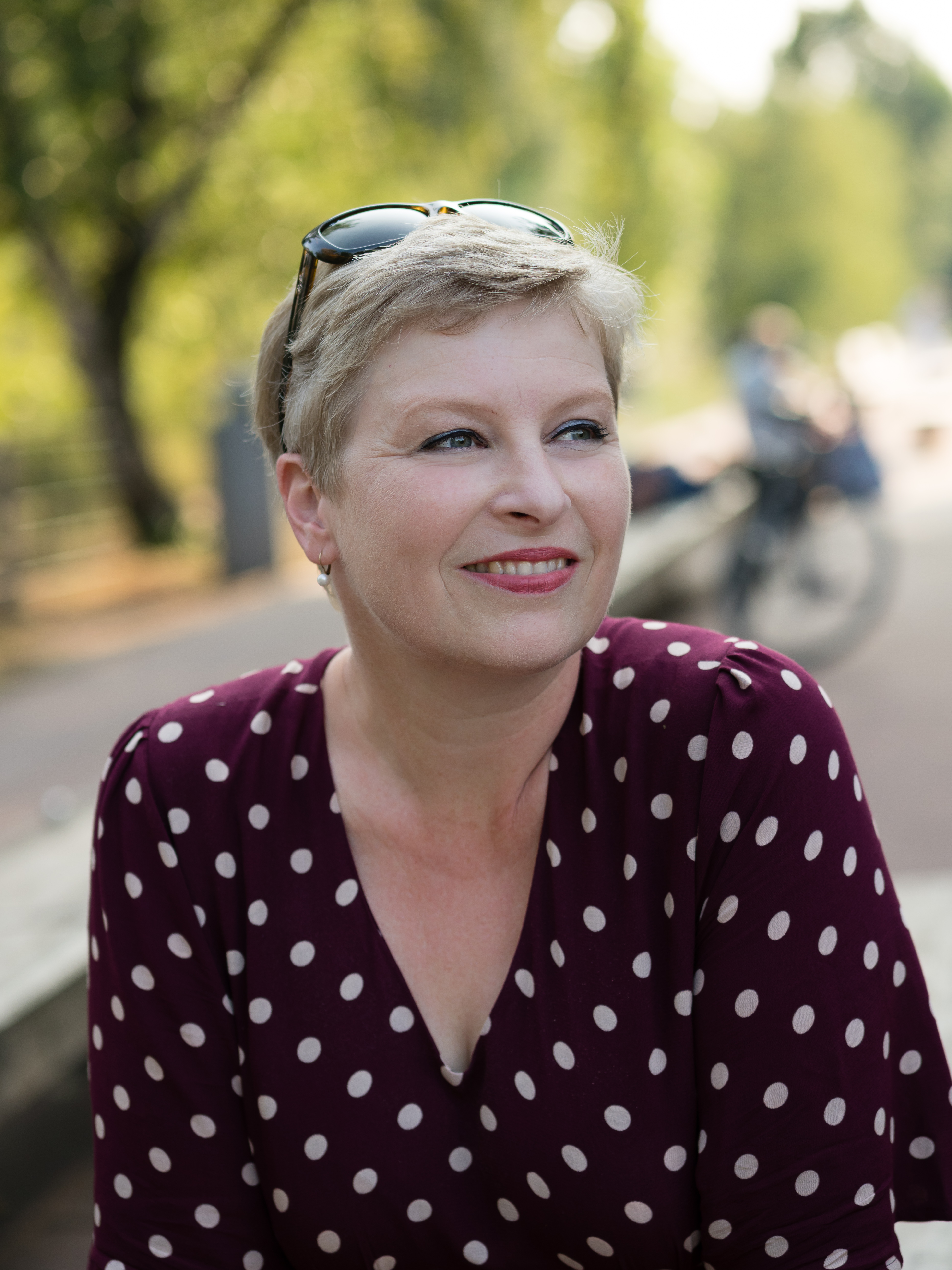
Heike van Hoorn, 2019

Heike van Hoorn (* 17. Januar 1971 in Leer) ist eine deutsche Managerin und Autorin. Sie ist seit 1. Januar 2018 Geschäftsführerin des Deutschen Verkehrsforums.

## Leben

### Beruflicher Werdegang
Heike  van  Hoorn  verbrachte ihre Jugend in Bunde im Rheiderland und  besuchte in ihrer Schulzeit das Teletta-Groß-Gymnasium in Leer. Nach dem  Abitur  studierte sie die Fächer Geschichte und Germanistik an der Westfälischen Wilhelms-Universität Münster, mit Stationen an der Humboldt-Universität zu Berlin und der Johns Hopkins University in Baltimore.  2002 wurde van Hoorn bei Hans-Ulrich Thamer in Geschichte mit der Dissertation Neue Heimat im Sozialismus, Die Umsiedlung und Integration sudetendeutscher Antifa-Umsiedler in die SBZ/DDR zur Dr. phil. promoviert. Sie war Promotionsstipendiatin der Konrad-Adenauer-Stiftung. Zwischen 2003 und 2009 arbeitete sie in der Hessischen Staatskanzlei in Wiesbaden, zunächst als Referentin im Planungsstab des Hessischen Ministerpräsidenten Roland Koch, später  als  Referatsleiterin  Demographie. Seit 2006 war van Hoorn in verschiedenen Rollen in der Luftverkehrsbranche tätig, so als Leiterin der Verbandskommunikation beim Flughafenverband ADV, als Verantwortliche für die organisatorische und inhaltliche Ausgestaltung des Bundesverbandes der deutschen Luftverkehrswirtschaft BDL, als Mitglied in den Aufsichtsräten der Flughafen Frankfurt-Hahn GmbH und der Flughafen Erfurt GmbH.

### Autorin
Heike van Hoorn ist Autorin von Krimis mit ostfriesischem Lokalkolorit. Anfang 2018 erschien ihr erster Krimi um Kommissar Möllenkamp, Mitte 2019 ihr zweiter und im Frühjahr 2022 erschien der dritte Krimi aus der Möllenkamp-Reihe.

### Privates
Heike van Hoorn ist Mutter von zwei Kindern und lebt mit ihrem Ehemann Alois Kösters in Berlin.

## Schriften
Monografien
- Deichfürst. Ostfriesland-Krimi. Bastei Lübbe, 2018, ISBN 978-3-404-18530-6.
- Sturmfluch. Ostfriesland-Krimi. Bastei Lübbe, 2019, ISBN 978-3-7325-5518-5.
- Nebelschuld. Ostfriesland-Krimi. Bastei Lübbe, 2022, ISBN 978-3-7517-0181-5.

Beiträge
- Neue Heimat im Sozialismus, Die Umsiedlung und Integration sudetendeutscher Antifa-Umsiedler in die SBZ/DDR. Klartext, Essen 2004, ISBN 3-89861-241-4.
- Zwischen allen Stühlen. Die schwierige Stellung sudetendeutscher Antifa-Umsiedler in den ersten Jahren der SBZ/DDR. In: Jan C. Behrends, Thomas Lindenberger, Patrice G. Poutrus: Fremde und Fremd-Sein in der DDR. Zu historischen Ursachen der Fremdenfeindlichkeit in Ostdeutschland. Metropol Verlag, Berlin 2003, ISBN 3-936411-01-8, S. 159–178.
- »Opfer« oder »Experten« für den sozialistischen Aufbau. Sudetendeutsche »Antifa-Umsiedler« in der SBZ/DDR. In: Deutschland Archiv. Band 40, Nr. 5, 2007, ISSN 0012-1428, S. 848–855.
- Der Blick von außen. Zur Geschichte konfessioneller Frauenverbände in geschlechtergeschichtlicher Perspektive. In: Ute Gause: Starke fromme Frauen? Eine Zwischenbilanz konfessioneller Frauenforschung heute. Evangelische Akademie, Hofgeismar 2000, ISBN 3-89281-229-2, S. 25–41.
- Unsere Flughäfen, Deutschlands Tore zur Welt. Festschrift : 70 Jahre Flughafenverband ADV, 70 Jahre Luftfahrtgeschichte in Deutschland, 1947-2017 Deutschlands Tore zur Welt (Text und Konzept; Herausgegeben durch den Flughafenverband ADV), Berlin 2017 (PDF)